# آن بانون
آن بانون (انگلیسی: Ann Bannon؛ زادهٔ ۱۵ سپتامبر ۱۹۳۲) یک زبان‌شناس اهل ایالات متحده آمریکا است.